# Ichneumon pollens
Ichneumon pollens là một loài tò vò trong họ Ichneumonidae.